# Una notte a Pietroburgo
Una notte a Pietroburgo (Petersburger Nächte. Walzer an der Newa) è un film del 1935 diretto da E.W. Emo.

## Produzione
Il film fu prodotto dalla Majestic-Film GmbH.

## Distribuzione
Il film, che fu distribuito dalla Neue Deutsch Lichtspiel-Syndikat Verleih (N.D.L.S.), uscì nelle sale cinematografiche tedesche il 4 gennaio 1935, presentato all'Ufa-Palast am Zoo di Berlino con il visto di censura B.38196 del 29 dicembre 1934, visto che ne vietava la visione ai minori. In Austria, fu distribuito dalla Tobis-Sascha Film-Vertrieb con i titoli Walzer an der Newa o Walzer aus Wien. Il 30 novembre 1935, in Italia il film - distribuito dalla Saturnia Film in una versione di 2.259 metri - ottenne il visto di censura 29066.